# Al-Fadl ibn Yahya

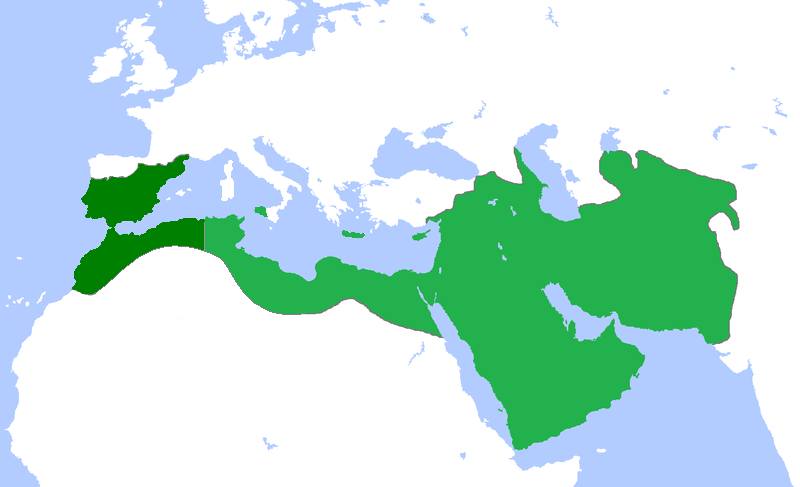
Califato abásida en su máxima extensión

Al-Fadl ibn Yahya al-Barmakí (febrero de 766, muerto en 808) fue un visir abásida, hijo de Yahya ibn Khalid. Era de la familia de los barmáquidas y hermano de leche del califa Harún al-Rashid.
Desde 786 se asoció con las tareas de gobierno de su padre. El 792 se le encargó el gobierno de las provincias occidentales de Persia luchando contra el rebelde Yahya ibn Abd-Al·lah que se rindió tras unas negociaciones. El 793 fue nombrado gobernador de Khurasan (793-795) cuya provincia pacificó; volvió a Bagdad dejando un lugarteniente en Khurasan (794-795). El 797 su padre hizo un viaje a La Meca dejándole, como hijo mayor, el sello símbolo del poder de los visires, que después pasó a su hermano Djafar ibn Yahya cuando perdió el favor del califa que lo destituyó de todos sus cargos. Por un tiempo fue tutor de los hijos de Harún al-Rashid y del futuro califa al-Amin favoreciendo la causa de los alidas, permitiendo y protegiendo la constitución de un estado zaydita en Gilan lo que supuso que fuera maldecido públicamente por el califa (799). Fue encarcelado junto con su padre (803) y murió en Rakka el 808 con 45 años.